# Фридрих Вилхелм III
 Тази статия е за краля на Прусия.  За херцога на Саксония-Алтенбург вижте Фридрих Вилхелм III (Саксония-Алтенбург).  
Фридрих Вилхелм III (на немски: Friedrich Wilhelm III) е крал на Прусия (1797 – 1840) от династията Хоенцолерн. Той управлява по време на важни събития в европейската история – Наполеоновите войни и Виенския конгрес.

## Биография
Роден е на 3 август 1770 година в Потсдам, Кралство Прусия. Син е на крал Фридрих Вилхелм II и Фредерика Луиза фон Хесен-Дармщат.
През 1792 – 1794 г. Фридрих Вилхелм взема участие във военните действия срещу Франция. През 1793 г. се жени за Луиза фон Мекленбург-Щрелиц. Наследява трона на 16 ноември 1797.
След идването си на власт, Фридрих Вилхелм прави опит за известни реформи в управлението на Прусия, но без съществен резултат. Във външната политика се опитва да запазва неутралитет в Наполеоновите войни и не се включва във Втората и Третата коалиция. Въпреки това през 1806 Прусия е принудена да се включи във войната. В битката при Йена на 14 октомври 1806 г. Фридрих Вилхелм претърпява пълно поражение от Наполеон Бонапарт и трябва да бяга със семейството си в Източна Прусия.
Мирният договор от Тилзит налага тежки условия на Прусия. Тя губи владенията си в Полша, както и всички територии на запад от Елба, и трябва да издържа френските окупационни войски в страната. През последвалите години, Фридрих Вилхелм провежда известни реформи в администрацията със съдействието на министри като Карл Щайн и Карл фон Харденберг.
На 19 юли 1810 кралица Луиза Августа умира в ръцете на съпруга си, докато двамата са на гости при баща ѝ в Щрелиц. Кралица Луиза е погребана в градината на замъка „Шарлотенбург“ в специално изграден за целта мавзолей, в който по-късно е положен и съпругът ѝ.
През 1813, след поражението на Наполеон в Русия, Фридрих Вилхелм сключва съюз с император Александър I, въпреки че Берлин все още е под френска окупация. Пруските войски играят важна роля в победите на съюзниците през 1813 – 1814, като самият Фридрих Вилхелм пътува с основните армии, заедно с императорите Александър I и Франц II.
На Виенския конгрес през 1815 Прусия получава значителни територии, сред които Вестфалия, но не успява да присъедини цяла Саксония. Наред с Австрия и Русия, Прусия става основният поддръжник на европейския ред, установен от конгреса. Самият Фридрих Вилхелм заема все по-консервативни позиции и се отказва от своето обещание от 1813 г. да въведе конституция в Прусия.
През 1822 г. Фридрих Вилхелм се запознава с Августа фон Харах в Теплице, Бохемия, където той е на санаториум. За 54-годишния крал връзката му с Августа е проблематична, понеже графинята не е от управляващ род, с 30 години е по-млада и католичка. Двамата се женят на 9 ноември 1824 г. в Шарлотенбург. Бракът се пази в тайна. Августа получава титлата княгиня фон Лигниц и графиня фон Хоенцолерн. Тя става протестантка на 25 май 1826 г. и живее в Берлин в палата на принцесата, понякога в дворец в Шьонхаузен и в новото крило на дворец Шарлотенбург. Августа не се занимава с политика и бракът остава бездетен.
Фридрих Вилхелм III умира на 7 юни 1840 година в Берлин на 69-годишна възраст. Наследен е от най-големия си син Фридрих Вилхелм IV.

## Деца
Крал Фридрих и кралица Луиза имат девет деца:
- Фридрих Вилхелм IV (Прусия) (1795 – 1864), крал на Прусия
- Вилхелм I (1797 – 1888) – император на Прусия
- Александра Фьодоровна (Шарлота) (1798 – 1860), императрица на Русия
- Фредерика (1799 – 1800)
- Карл Пруски (1801 – 1883)
- Александрина Пруска (1803 – 1892)
- Фердинанд (1804 – 1806)
- Луиза Пруска (1808 – 1870)
- Албрехт Пруски (1809 – 1872)

- Фридрих Вилхелм IV
- Вилхелм I
- Александра Фьодоровна (Шарлота)
- Карл Александер Пруски
- Александрина Пруска
- Луиза Пруска и Албрехт Пруски